# Antonio Ceron
Antonio Ceron (Murelle, 27 giugno 1923 – Campodarsego, 11 aprile 1945) è stato un partigiano italiano, medaglia d'oro al valor militare.

## Biografia
L'8 settembre scappa da Tarquinia dove si trova a fare il militare nei paracadutisti e ritorna a casa.
Fin dai primi giorni entra a far parte della brigata "G. Negri", formata da giovani di Azione Cattolica, essendo un esperto di trasmissioni viene incaricato dal CLN veneto che ha sede a Padova di mantenere i contatti con gli alleati.
Lui non trova di meglio che installare la trasmittente nell'edificio dove si trova il comando tedesco, così riesce ad inviare informazioni ricevute dal Cln e raccolte tra i tedeschi.
Viene scoperto, torturato in modo disumano per estorcergli informazioni, non parla anche se viene cosparso di benzina e incendiato, muore per una raffica di mitra l'11 aprile 1945.